# Tetramorium repentinum
Tetramorium repentinum är en myrart som beskrevs av Arnold 1926. Tetramorium repentinum ingår i släktet Tetramorium och familjen myror. Inga underarter finns listade i Catalogue of Life.